# Ricanopsis unipunctata
Ricanopsis unipunctata är en insektsart som beskrevs av Schmidt 1905. Ricanopsis unipunctata ingår i släktet Ricanopsis och familjen Ricaniidae. Inga underarter finns listade i Catalogue of Life.